# KDE Software Compilation 4
KDE Software Compilation 4 (KDE SC 4) foi a única série de lançamentos da chamada KDE Software Compilation (KDE SC). A primeira versão principal (4.0) desta série foi lançada em 11 de janeiro de 2008, e a última versão principal (4.14.3) foi lançada em 11 de novembro de 2014. Após o lançamento do KDE SC 4, a compilação foi dividida em bibliotecas de estruturas básicas, ambiente de desktop e aplicativos, que são designados como KDE Frameworks 5, KDE Plasma 5 e Aplicativos do KDE, respectivamente.
As versões principais (4.x) são agendadas para lançamento a cada seis meses, enquanto lançamentos menores (4.x.y), focados na correção de falhas, são feitos mensalmente.
A nova série inclui atualizações para vários componentes centrais da Plataforma KDE, especialmente uma portação para o Qt 4. Ele contém uma nova API de multimeios, chamada Phonon, um arcabouço para integração de dispositivos chamado Solid e um novo guia de estilo e conjunto padrão de ícones chamado Oxygen. Ele também inclui uma nova área de trabalho unificada e interface de painéis de utilizador chamada Plasma, que suporta widgets na área de trabalho, substituindo os componentes separados do KDE 3.
Um dos principais objetivos da Plataforma KDE 4 é tornar aplicativos facilmente portáveis para diferentes sistemas operativos. Isto foi possível com a portação para o Qt 4, que facilitou o suporte a plataformas que não são baseados no X11, incluindo o Microsoft Windows e o Apple Mac OS X. Versões do KDE Software Compilation a partir da 4.0 e até a 4.3 foram conhecidas apelas como KDE 4 - a mudança na nomenclatura foi um componente da remarcação do projeto KDE, para refletir a expansão no escopo. O KDE SC inclui apenas aplicativos cujas equipes de desenvolvimento sigam o agendamento de lançamentos da Software Compilation, então muitos aplicativos populares como o Amarok e o Digikam não fazem parte desta compilação de software.

## Atualizações principais
Esta é uma visão geral curta das principais alterações na KDE Software Compilation 4. Nem todas estas alterações são disponibilizadas no primeiro lançamento (4.0).

### Geral
Espera-se que a portação para a série Qt 4 permita que o Ambiente de Trabalho KDE 4 utilize ainda menos memória, e seja perceptivelmente mais rápido do que as versões anteriores, incluindo o KDE 3. As próprias bibliotecas KDE também foram recriadas mais eficientes. O Qt 4 está disponível sob a LGPL para Mac OS X e Windows, o que permite que o KDE 4 execute nestas plataformas. As portações para ambas plataformas estão em seus primórdios. Ambas portações estão tentando utilizar a menor quantidade de código divergente quanto possível, para tornar o desenvolvimento praticamente idêntico para a grande maioria das plataformas. Durante o Summer of Code 2007 um cache para ícones foi criado para diminuir o tempo de inicialização dos aplicativos para uso na Plataforma KDE 4. As melhorias variaram — Kfind, um aplicativo que utiliza centenas de ícones, iniciou em um quarto do tempo que ele levava anteriormente. Outros aplicativos e uma sessão completa do Ambiente de Trabalho KDE iniciaram completamente cerca de um segundo antes.
Muitos aplicativos nos módulos Extragear e KOffice receberam numerosos aprimoramentos com os novos recursos do Ambiente de Trabalho KDE 4 e Qt 4. Mas já que eles seguem seus próprios agendamentos para lançamentos, nem todos estão disponíveis juntamente com o primeiro lançamento da KDE Software Compilation 4 — estes incluem Amarok, K3b, digiKam, KWord, e Krita.

### Visual

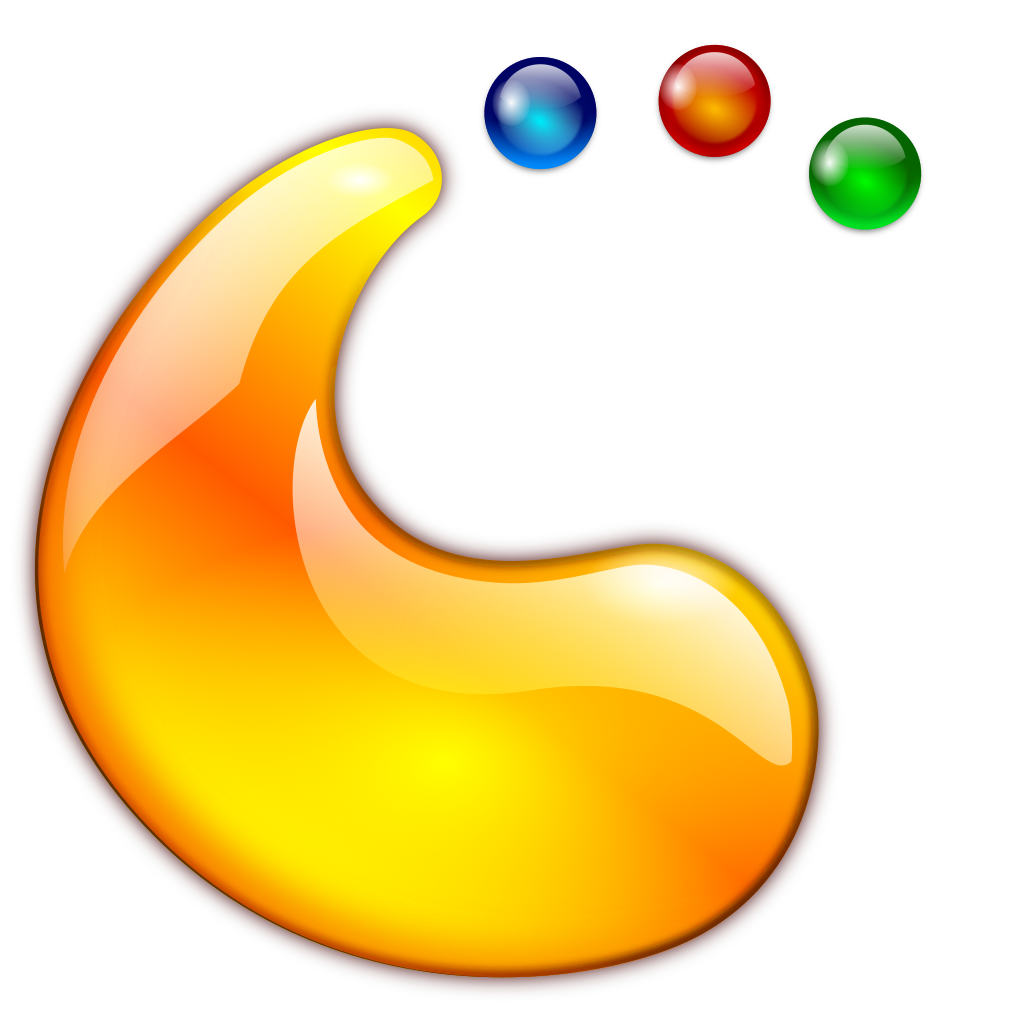
Logotipo do Plasma

As mudanças mais perceptíveis para utilizadores são os novos ícones, temas e sons fornecidos pelo Oxygen Project. Estes representam uma ruptura das versões anteriores de ícones e gráficos no ambiente KDE, que possuía uma representação estilo desenho animado. Ao invés disto, os ícones Oxygen icons optaram por um estilo mais fotorrealista. O Projeto Oxygen é construído com base na Especificação de Nomenclatura de Ícones e da Especificação de Temas de Ícones do freedesktop.org, permitindo consistência por diferentes aplicativos. A equipe Oxygen faz uso da ajuda da comunidade para melhorar os visuais no ambiente KDE 4, com ambos conjuntos alternativos de ícones e os vencedores de concursos para o papel de parede, organizado pelo projeto Oxygen, e sendo incluído no KDE 4. Também há um novo conjunto de orientações de interface humana para uma disposição mais padronizada.
O Plasma fornece a principal interface do usuário com a área de trabalho, e é uma versão completamente reescrita de vários aplicativos centrais do ambiente KDE, como o desenhar na área de trabalho e mais notável o motor de widgets. O Plasma permitirá uma área de trabalho mais customizável e widgets mais versáteis.
KWin, o gerenciador de janelas padrão no KDE, agora fornece seus próprios efeitos de composição, similarmente ao Compiz em sua função.

### Desenvolvimento

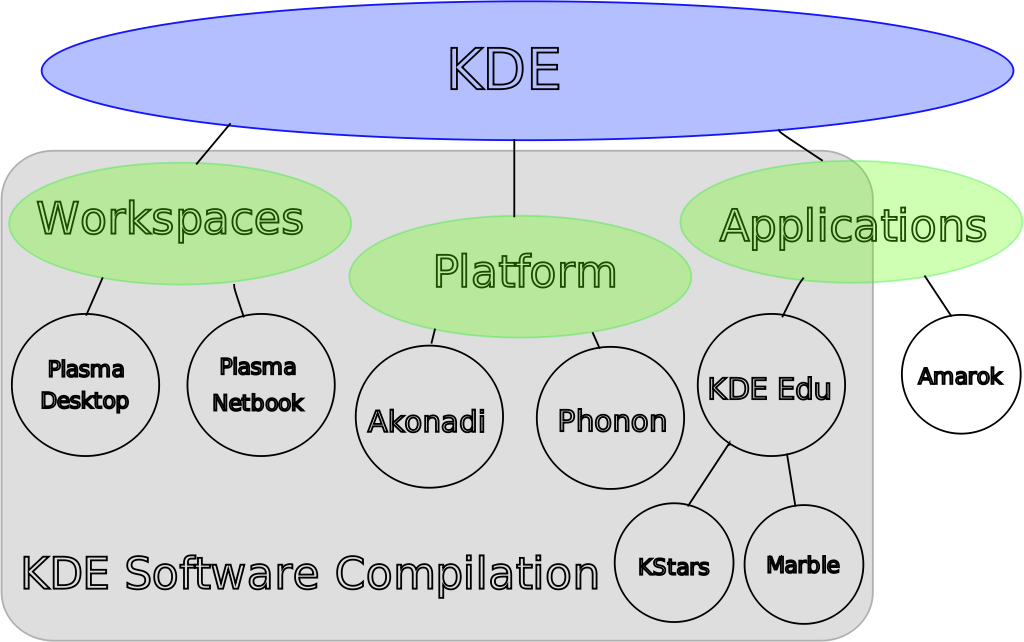
Estrutura da KDE SC 4

Phonon é o nome da nova API de multimeios no ambiente KDE 4. O Phonon é uma implementação diferentes para backends de multimeios, comparando-se com versões anteriores do KDE. Isto é devido ao fato do Phonon servir apenas de envelope, abstraindo vários arcabouços de multimeios disponíveis para sistemas operativos Tipo-unix em backends alternáveis durante a sua execução, que podem ser acessados através de uma única API. Isto foi feito para fornecer uma API estável para o ambiente KDE 4 e para evitar que ele dependesse de apenas um arcabouço para multimeios. Aplicativos que utilizam a API do Phonon podem ser trocados entre arcabouços multimídia imperceptivelmente simplesmente alterando o backend em uso nas configurações do sistema. A Trolltech adotou o Phonon para uso em multimeios no Qt 4.4 e está desenvolvendo backends para Gstreamer, Windows e OS X no repositório KDE SVN sob a LGPL.
O Solid é a API de hardware no ambiente KDE 4. Ele funciona de modo similar ao Phonon, já que ele não gerencia o hardware diretamente, mas utiliza soluções já existentes, através de uma única API. A solução atual usa HAL, NetworkManager e BlueZ (a pilha de bluetooth oficial no Linux), mas qualquer e todas partes podem ser substituídas sem quebrar o aplicativo, tornando aplicativos que utilizam o Solid extremamente flexíveis e portáveis.
O ThreadWeaver é uma biblioteca de programação para auxiliar aplicativos a fazer proveito da vantagem de processadores multinucleados e é incluída com a kdelibs.
Kross é o novo arcabouço de rotinas para o ambiente KDE 4. O próprios Kross não é uma linguagem para escrita de rotinas, mas facilita a adição de suporte para linguagens por parte dos desenvolvedores. Uma vez que um aplicativo adicionar suporte para o Kross, qualquer linguagem suportada pelo Kross pode ser utilizada pelos desenvolvedores. Novas linguagens para escrita de rotinas podem ser adicionas com a criação de uma extensão para o Kross, o que beneficia todos aplicativos utilizando-o.
Decibel é um arcabouço para comunicação baseado no Telepathy, que esperava-se ser utilizado completamente pelo Kopete a partir do ambiente KDE 4.2, mas foi informado que seu uso seria posterizado indefinidamente.
Strigi é a ferramenta de busca padrão para o ambiente KDE 4, escolhido pela sua velocidade e poucas dependências. Com relação a outras peças de software como o Soprano, o arcabouço de armazenagem RDF, e a especificação NEPOMUK, Strigi fornecerá os primórdios de uma área de trabalho semântica no ambiente KDE 4. Usuários podem marcar ficheiros com informações adicionais através do Dolphin, que o Strigi pode indexar para buscas mais precisas.

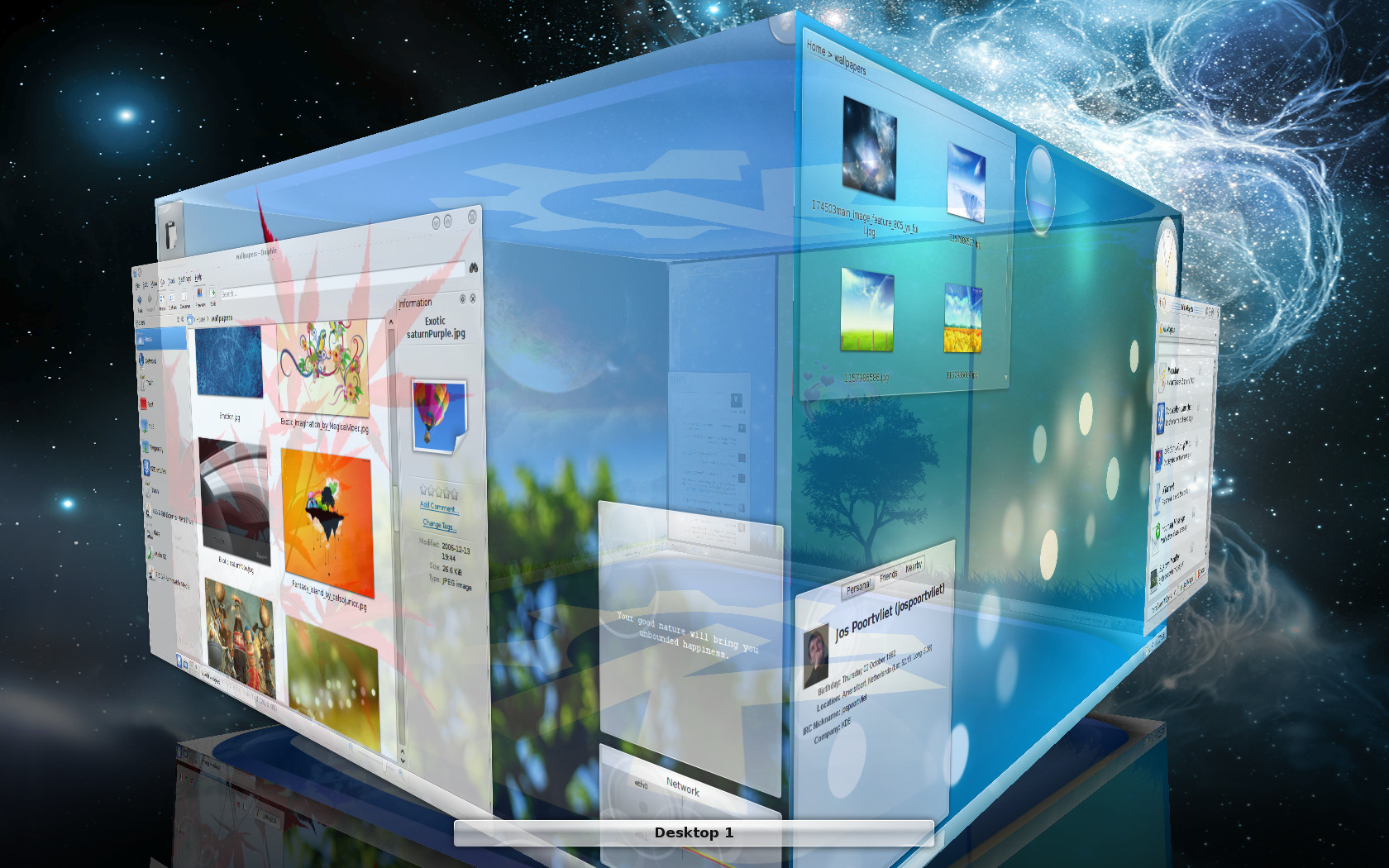
Efeito Cubo do KWin para a área de trabalho

O ambiente KDE 4 usa a tecnologia CMake para seu sistemas de montagem. Já que versões anteriores do KDE eram apenas para sistemas Unix, a tecnologia autotools foi utilizada, mas um novo sistema de montagem foi adotado para facilitar montagens em novos sistemas operativos, como o Haiku. O sistema de montagem autotools se tornou complicado no KDE 3, e poucos desenvolvedores compreendiam-no, exigindo horas de esforço para alterações simples. No começo de 2007 o CMake foi mostrado montando uma versão da KDElibs do KDE 4  40 % mais rápido do que a autotools montava a antiga versão abandonada, que era usada no antigo KDE 3, lançado em 3 de abril de 2002.
DXS, conhecido anteriormente como GHNS (em inglês:  Obter Coisas Novas) e agora adotado pelo freedesktop.org, é um serviço em rede que permite que aplicativos baixem e instalem dados da internet com um único clique. Era usado na série número do 3 KDE, mas foi estendido para uso através do KDE 4. Um exemplo foi o Kstars, que pode utilizar dados astronômicos que não podem ser redistribuídos. O DXS permite que dados sejam baixados facilmente e instalados pelo aplicativo em si, ao invés de seguir um processo manual.
Akonadi é um novo arcabouço para GIP (em inglês:  PIM) para o ambiente KDE 4, que foi incluído em lançamentos futuros. O Akonadi é uma unificação dos componentes antes separados para acesso aos componentes KDE PIM. O passado cada aplicativo precisava possuir seu próprio método para armazenar informações e para lidar com dados. O próprio Akonadi funcionar como um servidor que fornece dados e funções de busca para aplicativos PIM. Ele também é capaz de atualizar o estado de contatos. Então se um aplicativo altera informações sobre um contato, outros aplicativos são informados imediatamente da alteração.

## Versões lançadas

### KDE 4.0

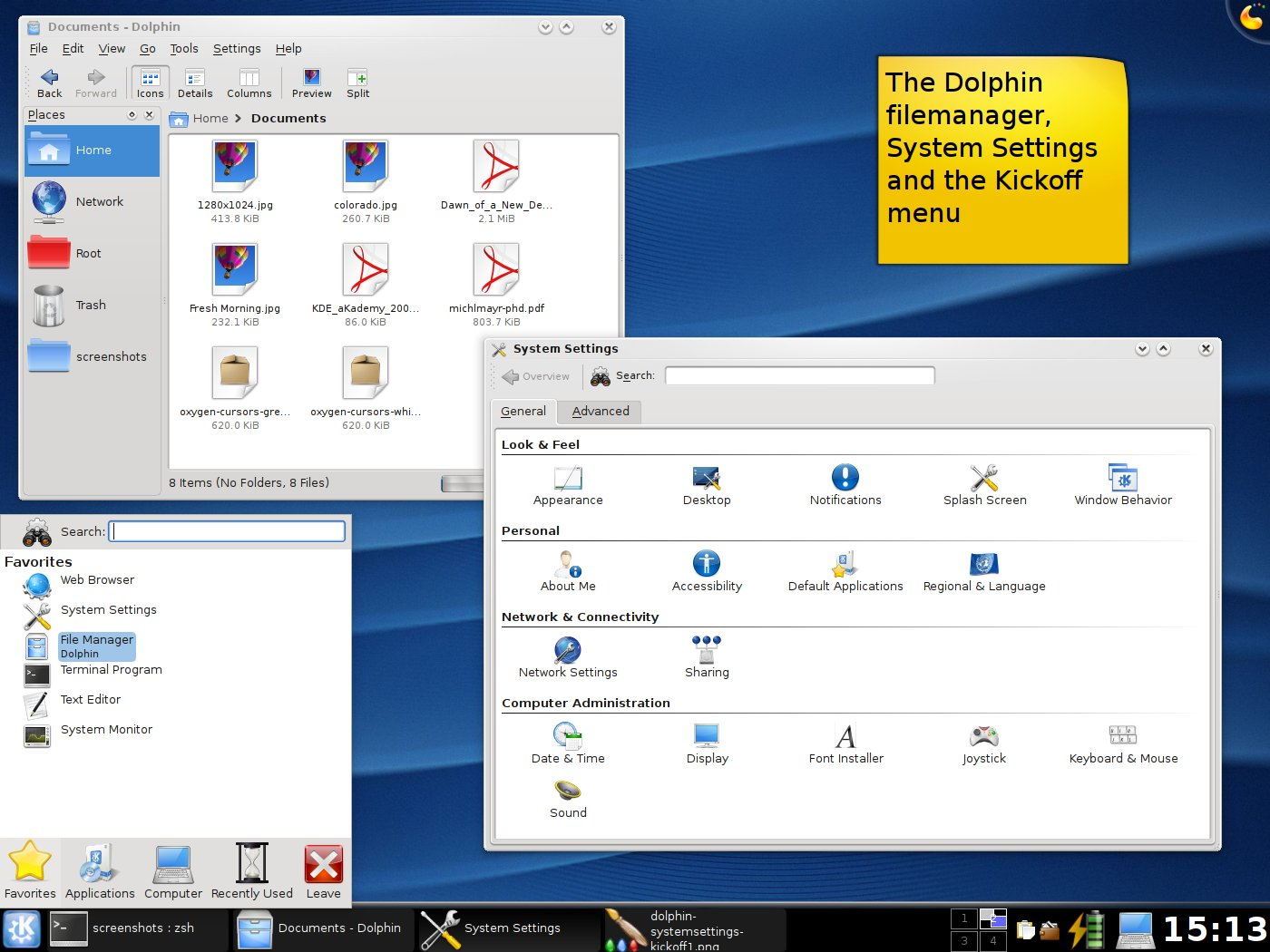
Ambiente KDE 4.0 demonstrando o Dolphin, Configurações de Sistema e Kickoff

A maior parte do desenvolvimento se deu na implementação das novas tecnologias e arcabouços para do KDE 4. O Plasma e os estilos do Oxygen foram duas das mais perceptíveis alterações encontradas pelo utilizador.
O Dolphin substitui o Konqueror como o gerenciador de ficheiros padrão no KDE 4.0. Isto foi feito para responder às críticas de que o Konqueror era demasiadamente complexo para um simples gerenciador de ficheiros. No entanto, Dolphin e Konqueror compartilharam tanto código quando possível, e o Dolphin pode ser incorporado ao Konqueror para permitir que o Konqueror permaneça como o gerenciador de ficheiros padrão.
O Okular substitui vários aplicativos para visualização de ficheiros usados no KDE 3, como o KPDF, KGhostView e KDVI. O Okular faz uso de bibliotecas de software e pode ser estendido para exibir virtualmente qualquer tipo de documento. Como Konqueror e KPDF no KDE 3, o Okular pode ser incorporado em outros aplicativos, como o GNU IceCat.

#### Pré-lançamentos
Em 11 de maio de 2007, KDE 4.0 Alpha 1 foi lançado marcando o fim da adição de grandes recursos nas bibliotecas de base do KDE e a mudança de foco na integração de novas tecnologias em aplicativos e no ambiente de trabalho básico. O Alpha 1 incluiu novos arcabouço para se montar aplicativos com, fornecendo integração aprimorada entre hardware e multimeios através do Solid e do Phonon. O Dolphin e o Okular foram integrados e uma nova aparência visual for entregue através dos ícones Oxygen.
Em 04 de julho de 2007, o Alpha 2 foi lançado. O lançamento se focou na integração do ambiente de trabalho Plasma, melhorando a funcionalidade e estabilizando o KDE.
Em 02 de agosto de 2007, o Beta 1 foi lançado. As principais mudanças foram um cache de ícones — acelerando o carregamento de ícones por aplicativos, melhorias no KDE PIM, nos efeitos e configurações do KWin, melhor interação entre o Konqueror e o Dolphin, além da adição de suporte a Metalink no KGet, tornando a experiência de descarregamentos mais completa.
Em 06 de setembro de 2007, o Beta 2 foi lançado com suporte aprimorado aos sistemas BSD e Solaris. O lançamento incluía a adição da biblioteca gráfica Blitz — permitindo aos desenvolvedores utilizar truques gráficos de alta eficiência como a animação de ícones — e uma revisão do KRDC (Cliente de Área de Trabalho K) para o Google’s Summer of Code. O Plasma também foi integrado ao Amarok para fornecer a visão contextual central do Amarok.
Em 16 de setembro de 2007, o Beta 3 foi lançado. O lançamento do beta 3 foi focado em estabilizar e finalizar o projeto das bibliotecas para o lançamento da Plataforma de Desenvolvimento do KDE. O Plasma recebeu muitos recursos novos, incluindo um applet de navegação. O software Educativo recebeu muitas melhorias no Marble e Parley (anteriormente conhecido como KVoctrain) com correções de falhas em outros aplicativos. Um programa chamado Step, um simulador físico interativo, foi produzido como parte do Google Summer of Code.
Em 30 de setembro de 2007, o Beta 4 foi lançado. Uma lista de bloqueios para o lançamento foi criada, listando problemas que precisavam ser resolvidos antes que o KDE começasse o ciclo de candidatos ao lançamento final para o ambiente de trabalho. Os objetivos eram focar na estabilização e na remoção dos bloqueios.
Ao mesmo tempo, o primeiro candidato a versão finalizada da Plataforma de Desenvolvimento do KDE 4.0 foi lançado. A plataforma de desenvolvimento contém todas bibliotecas base para desenvolver aplicativos KDE, incluindo bibliotecas de "alto nível" para widgets, uma camada de abstração de rede e várias bibliotecas para integração de multimeios, integração de hardware e acesso transparente a recursos na rede."
Em 20 de novembro de 2007, o Candidato a Lançamento (em inglês:  RC) 1 foi lançado. Este lançamento foi chamado de "Candidato a Lançamento" apesar do Plasta precisar de mais trabalho e não estar realmente pronto para um lançamento. Em 11 de dezembro de 2007, RC2 foi lançado. A base de código foi declarada com todos os recursos necessários. Algum trabalho ainda era necessário para corrigir falhas terminar o trabalho artístico e facilitar a experiência do utilizador.

#### Lançamento
O KDE 4.0 foi lançado em 11 de janeiro de 2008. Houve lançamentos de manutenção a cada mês até junho,
que corrigiram falhas e adicionar alguns recursos secundários como painéis redimensionáveis na área de trabalho.

#### Recepção
O KDE 4.0 foi recebido com uma reação diversificada. Apesar de ser anunciado como um lançamento estável, o seu público alvo era os utilizadores prematuros.
Foi sugerido para usuários desejando um ambiente de trabalho mais estável e com recursos "mais completos" continuar a utilizar o KDE 3.5.
A intenção era que a versão 4.0 fosse um lançamento para os desenvolvedores. Esta versão foi incluída em inúmeras distribuições para promover a migração do KDE 3.5 entre os desenvolvedores GNU/Linux.
A mensagem se perdeu em meio a tanta ansiedade e emoção devido ao novo lançamento, e como resultado o desapontamento com a nova versão atingiu alguns usuários. Isto resultou em um contragolpe sobre a introdução da versão 4.0.

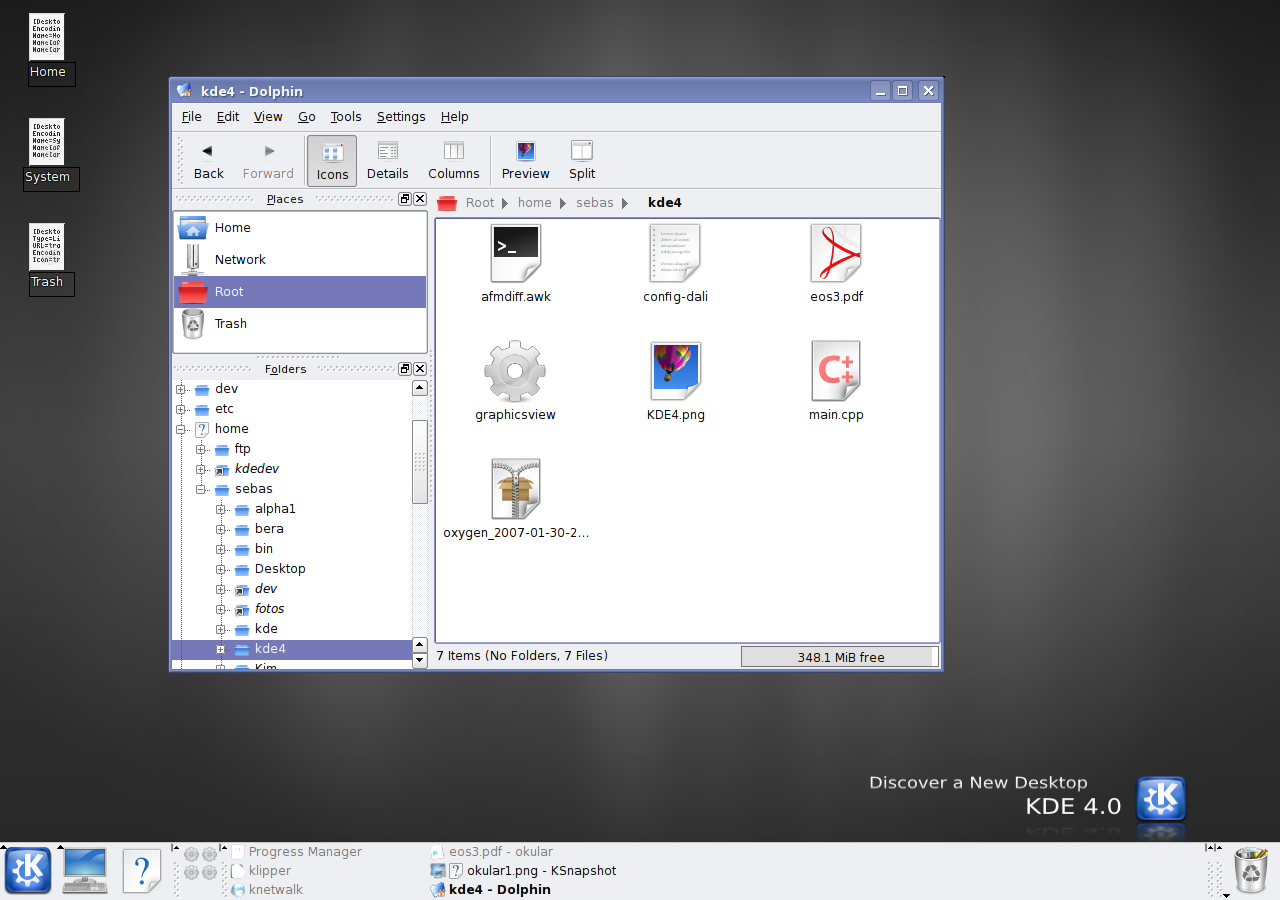
KDE 4.0 Alpha 1, demonstrando Dolphin e os primeiros ícones do Oxygen
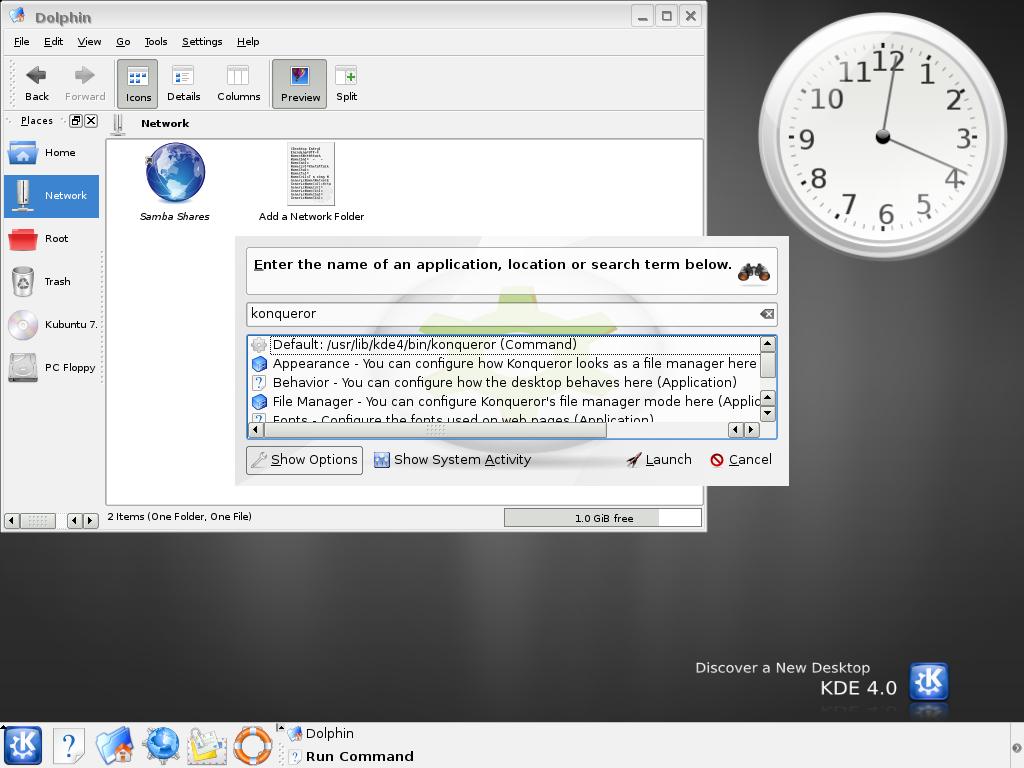
Beta 1, demonstrando o diálogo de execução, plasmoide de relógio e o gerenciador de ficheiros Dolphin
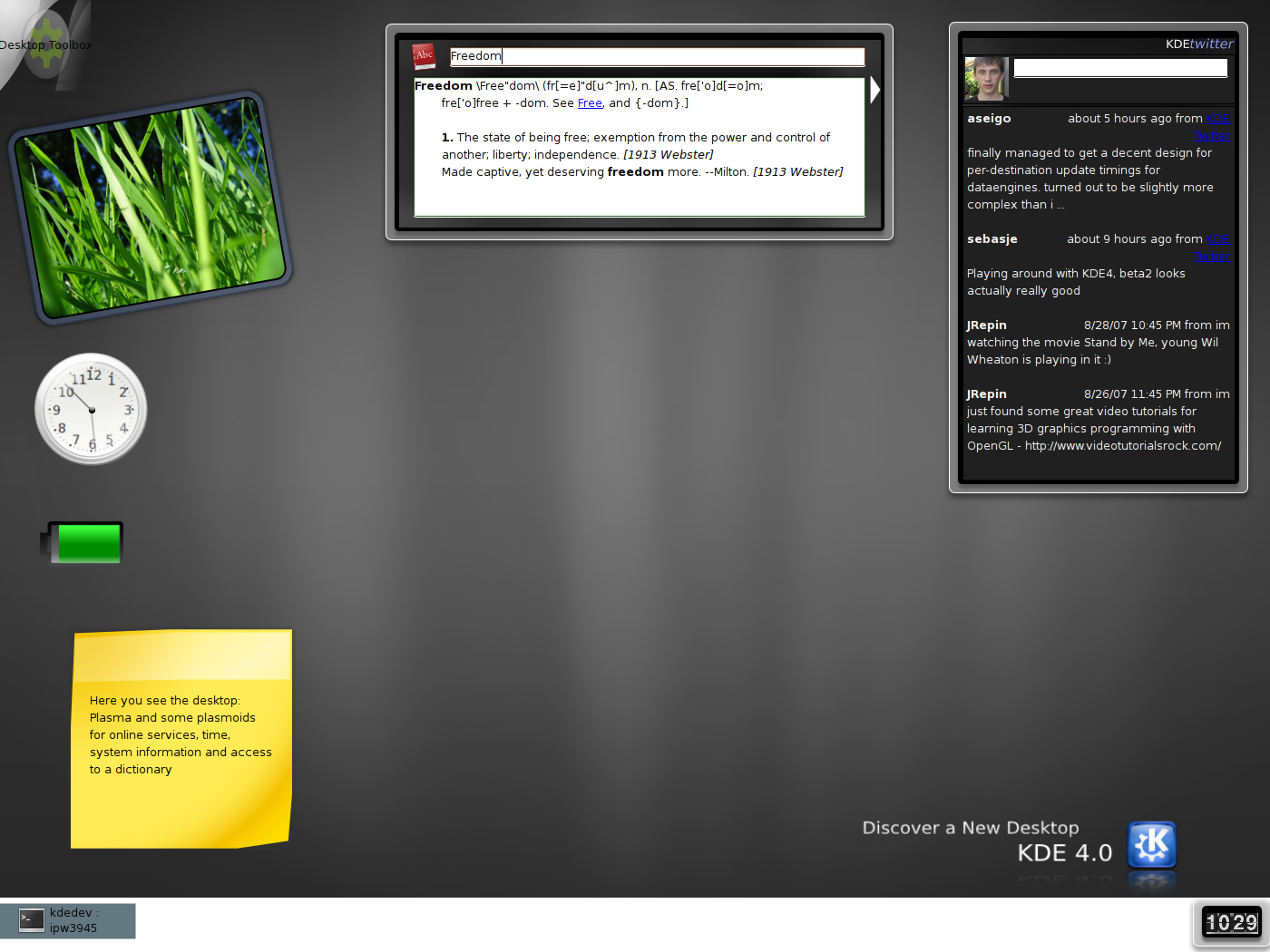
Beta 2, demonstrando inúmeros plasmoides
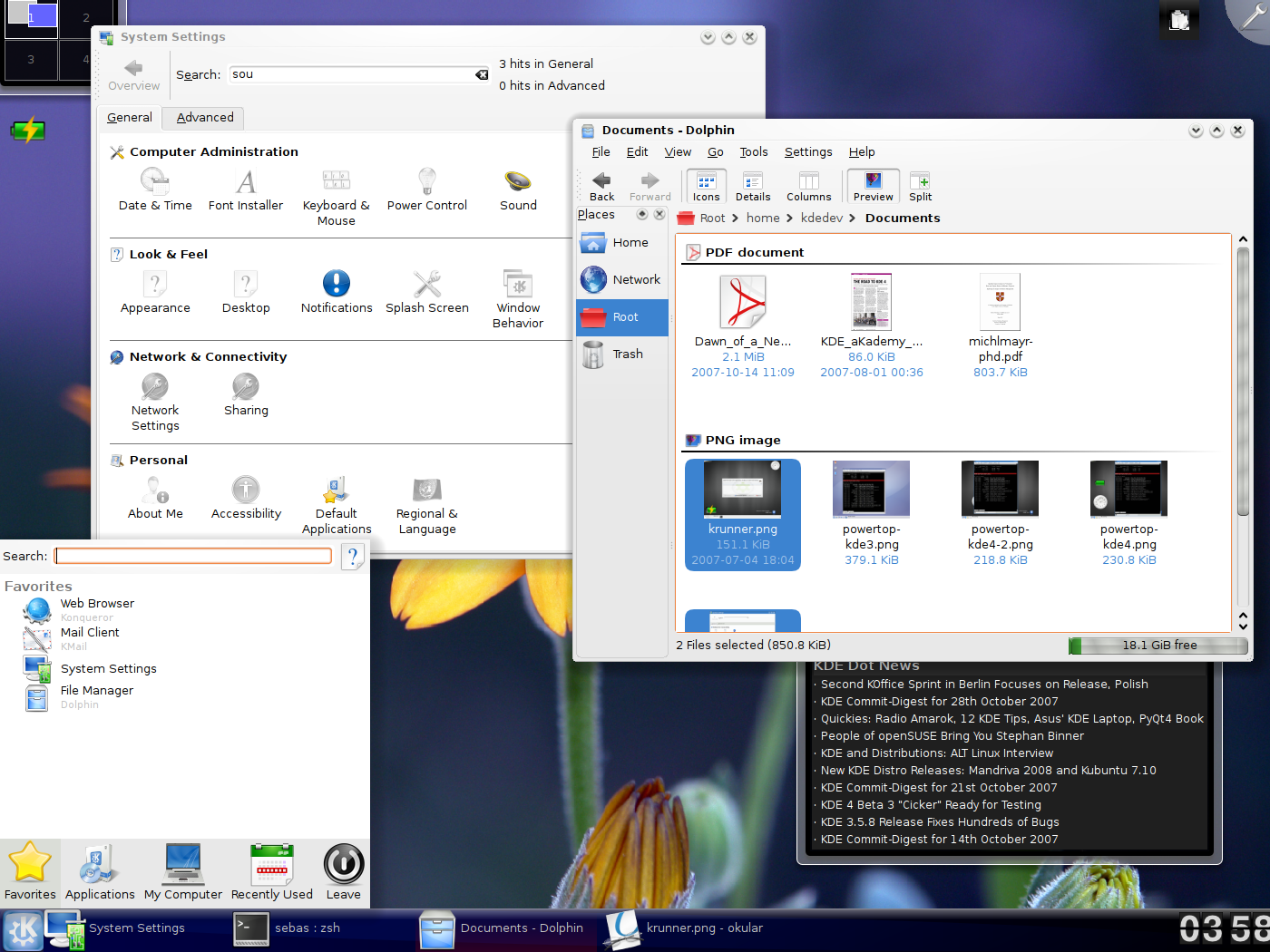
Beta 4, demonstrando o novo menu Kickoff
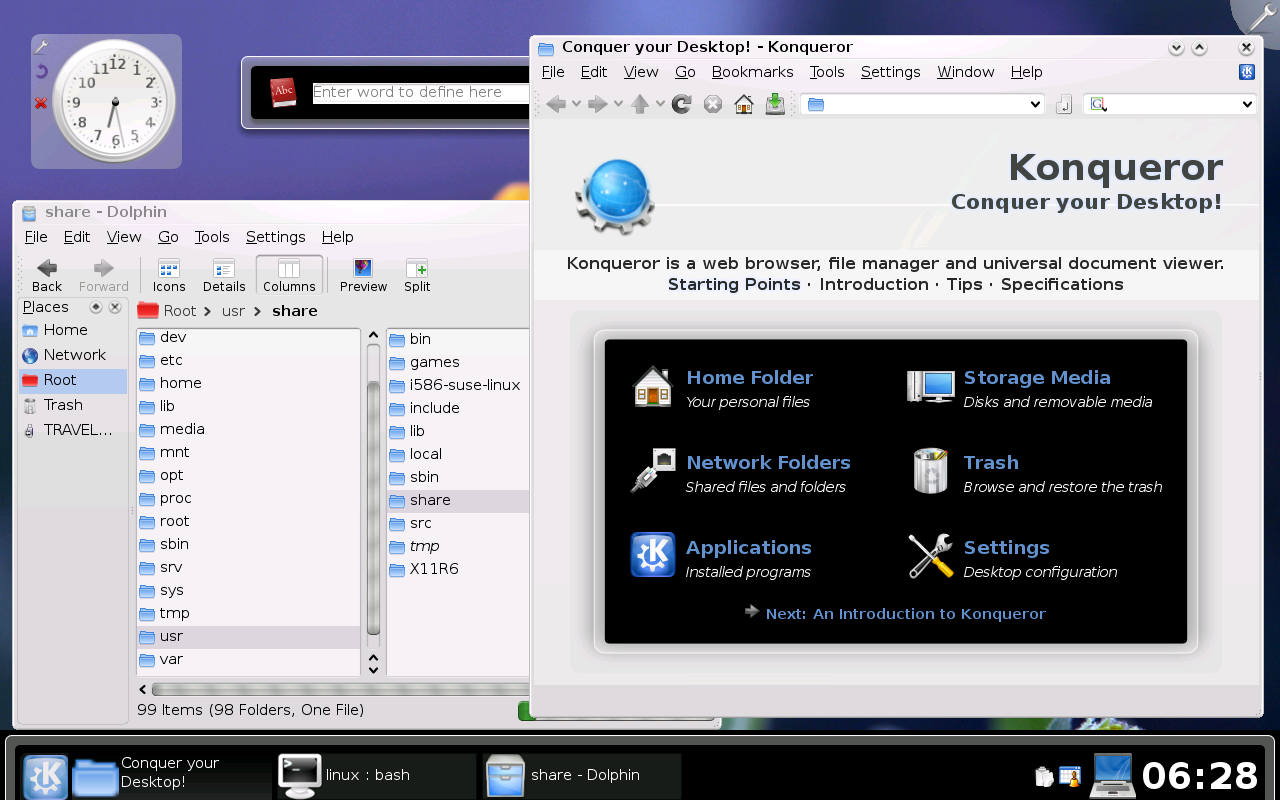
RC2, demonstrando o Dolphin e o Konqueror

### KDE 4.1

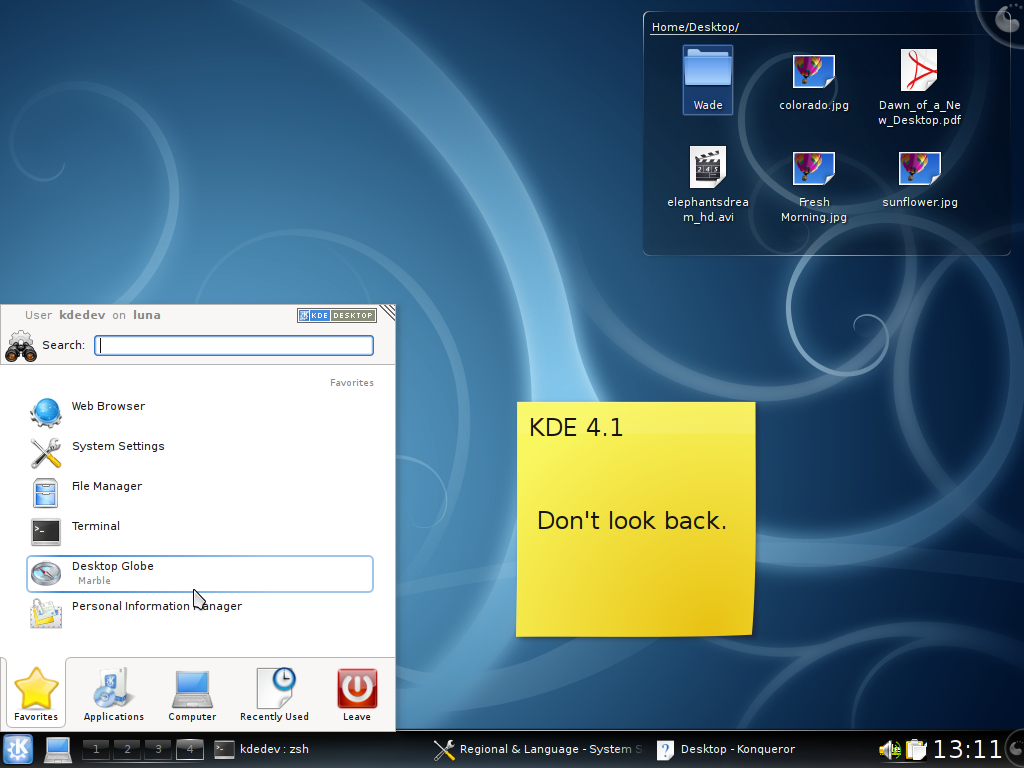
Ambiente KDE 4.1 demonstrando Kickoff e Exibição de Pastas.

O KDE 4.1 foi lançado em 29 de julho de 2008. O KDE 4.1 inclui um sistema compartilhado de emoticons que é usado no PIM e Kopete, e DXS, um serviço que permite que aplicativos baixem instalem dados da rede com um único clique. Esta versão também introduziu o GStreamer, QuickTime 7, e DirectShow 9 como backends para o Phonon. Melhorias no Plasma incluem suporte para widgets do Qt 4 e a integração do WebKit — permitindo muitos widgets que utilizam a tecnologia Dashboard que a Apple possui, sejam exibidos. Haverá portações para alguns aplicativos para Windows e Mac OS X.
Novos aplicativos incluem:
- Dragon Player tocador multimídia (antigo Codeine)
- KDE-PIM, módulo com algumas funcionalidades do Akonadi
- Skanlite, aplicativo para scanners
- Step simulador físico

Games
- Kdiamond (um clone do Bejeweled), Kollision, Kubrick, KsirK, KBreakout

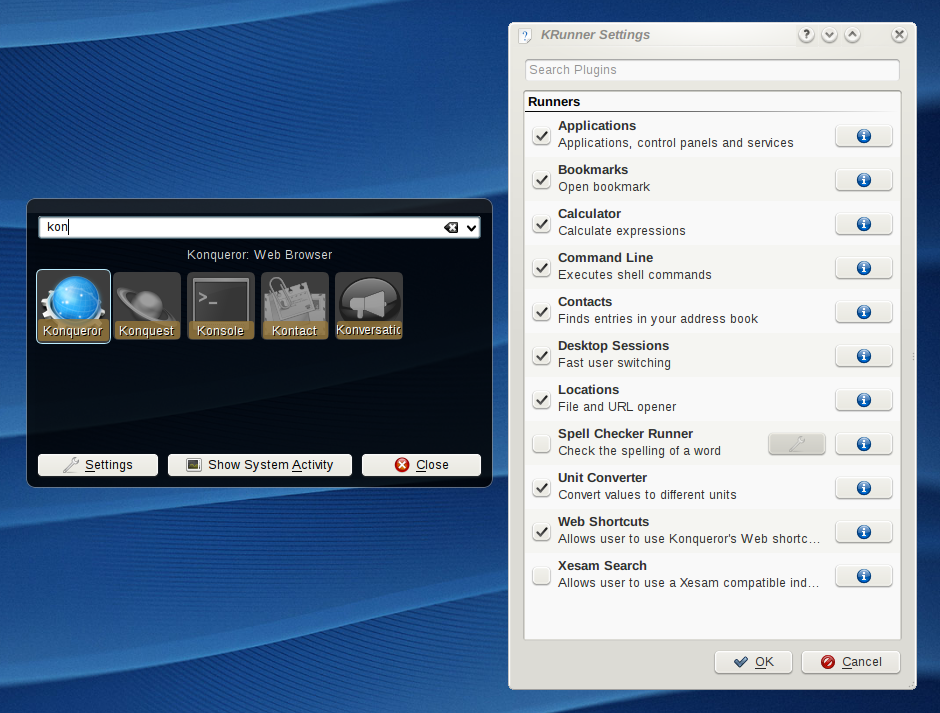
krunner no KDE 4.1 Beta 1.
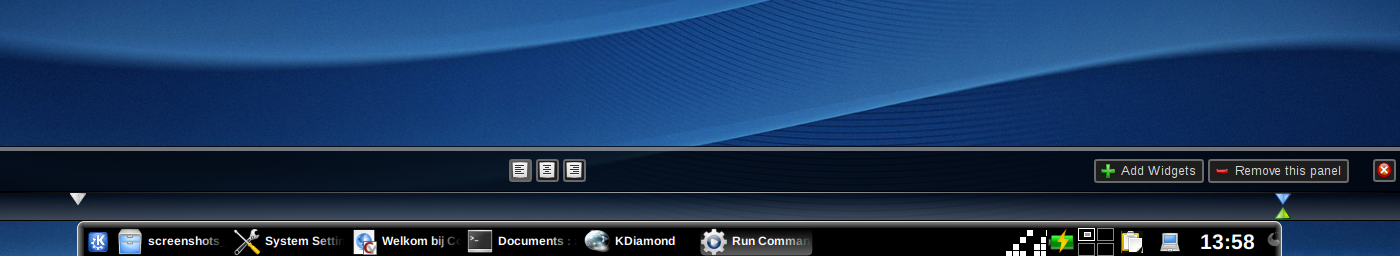
Nova interface de configuração de painel no Beta 1.
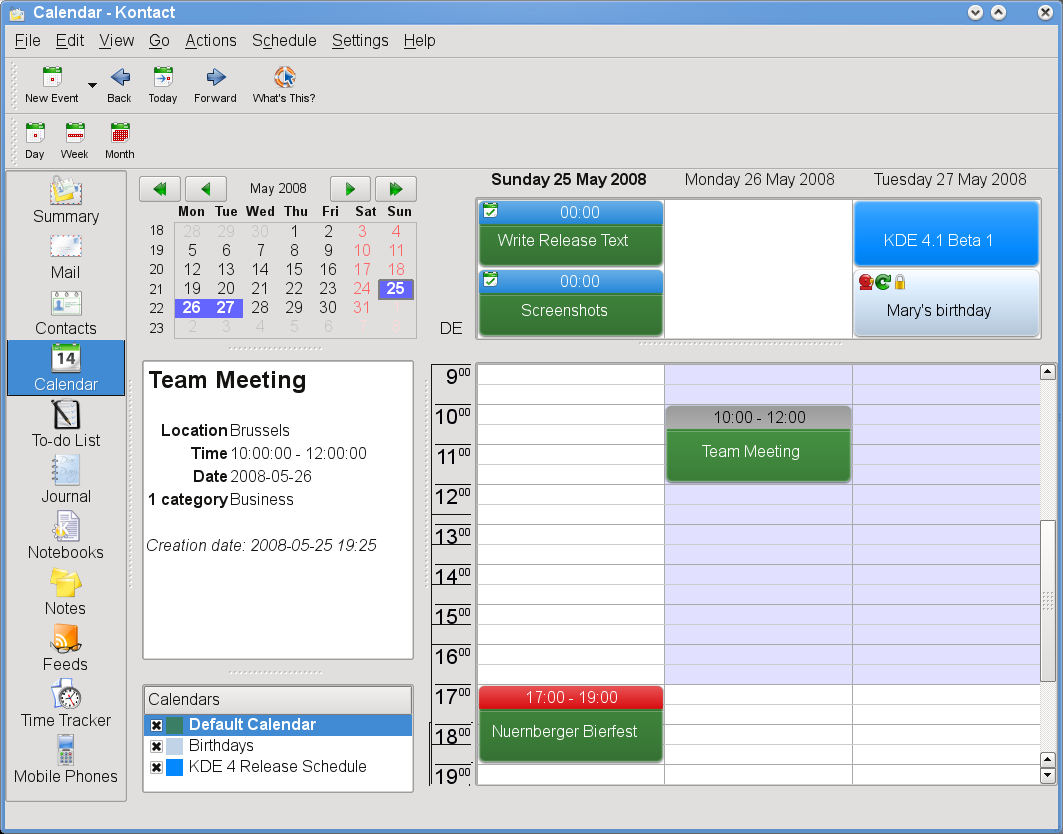
Kontact no Beta 1.
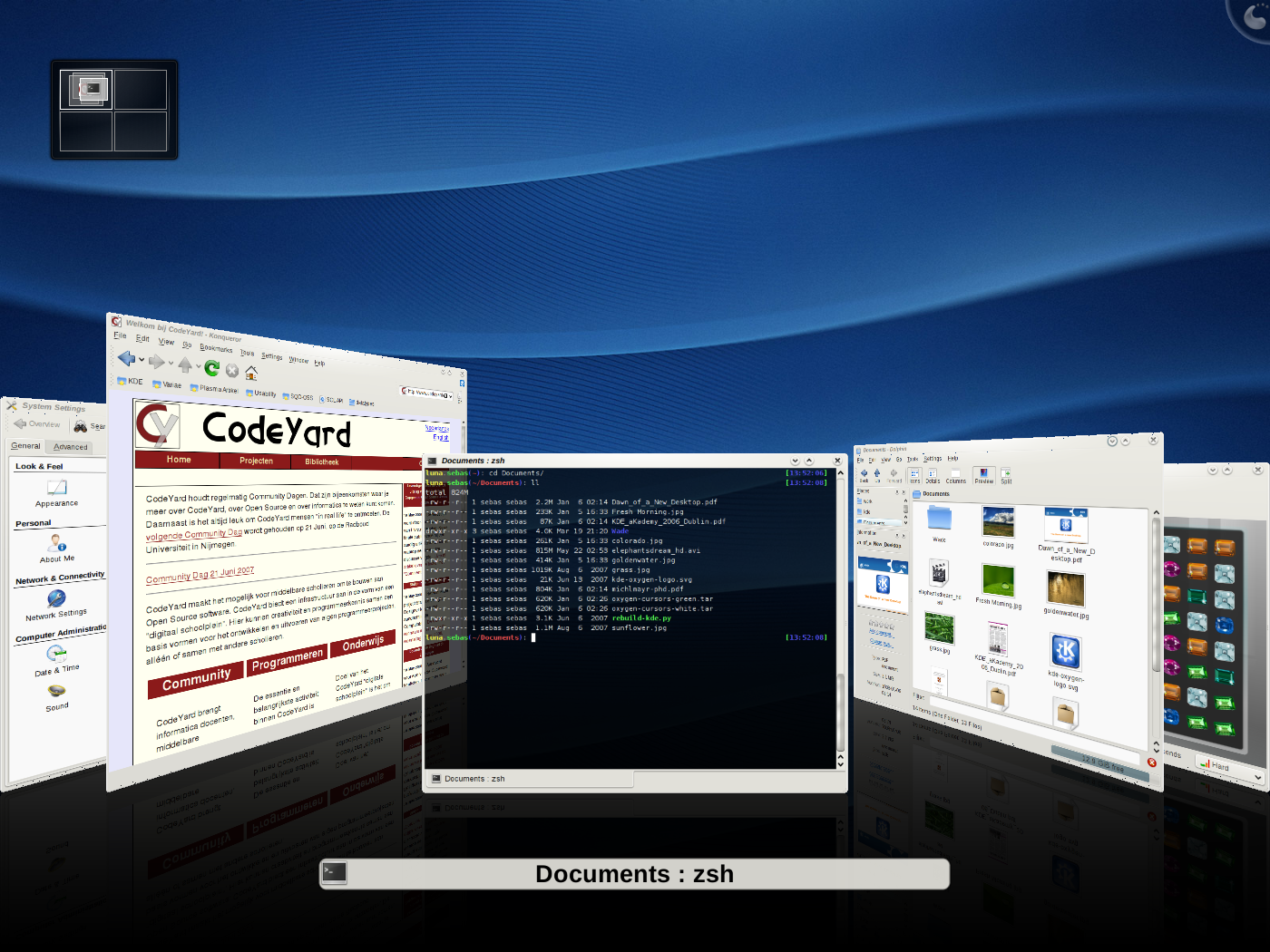
Evento de "Alternar via Capas".
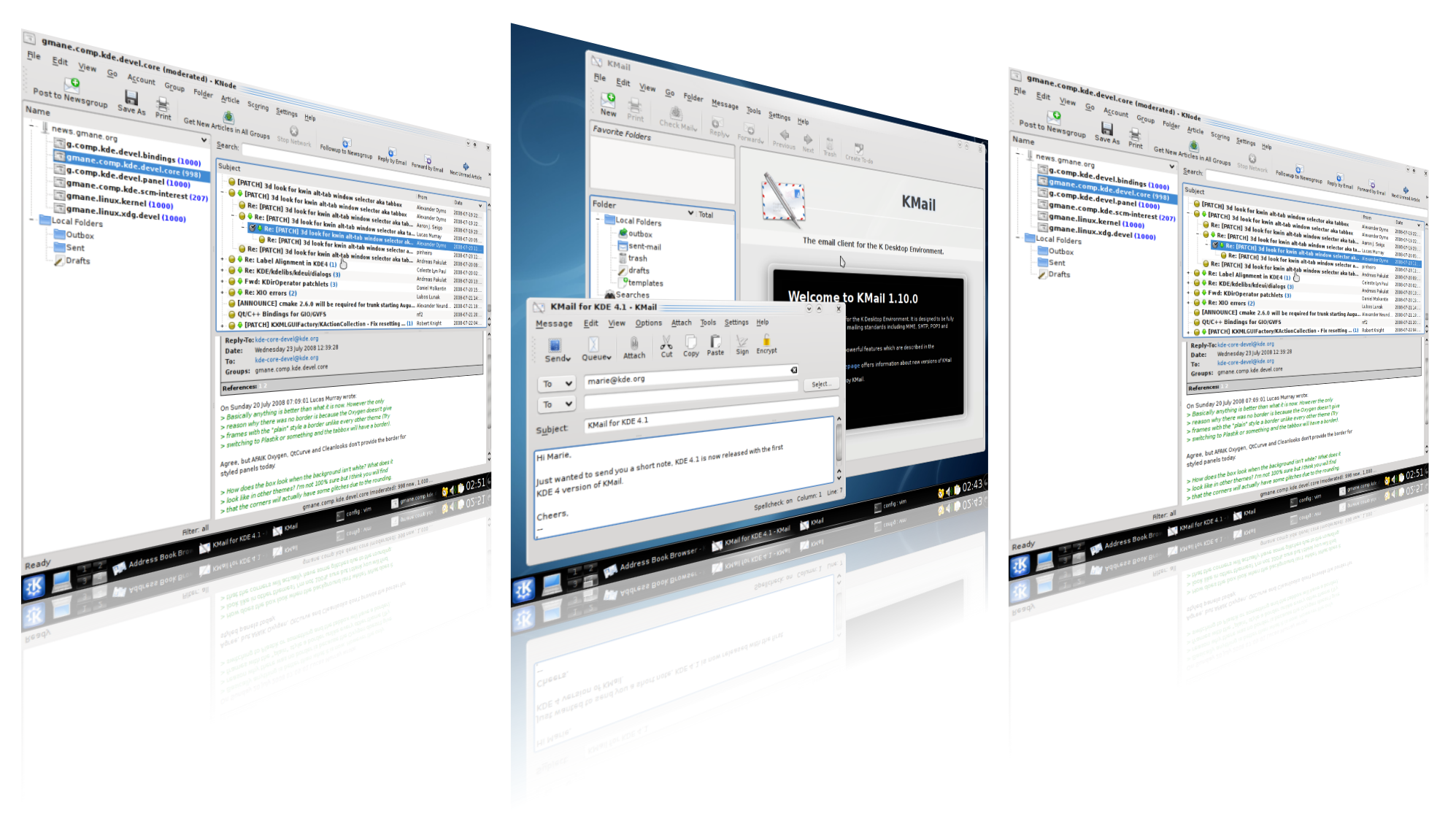
Suíte PIM do ambiente KDE.

### KDE 4.2

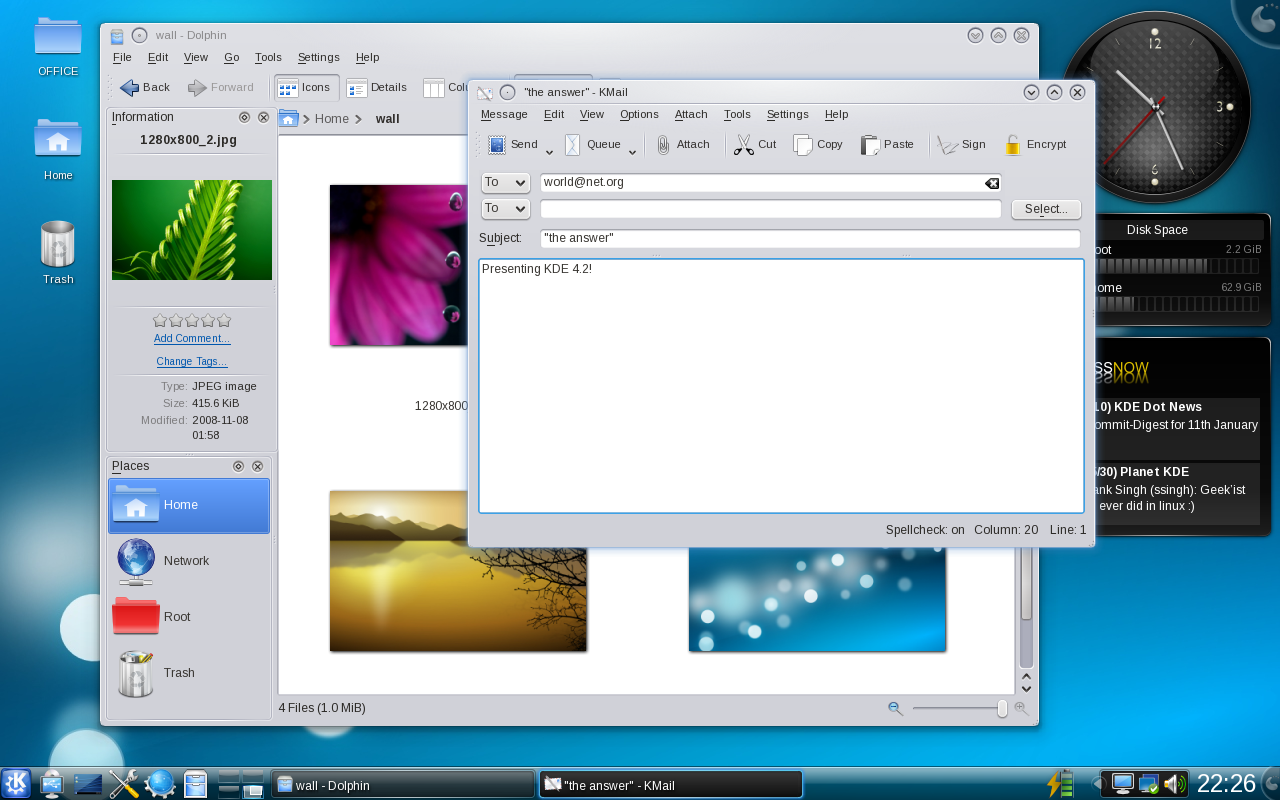
KDE 4.2 demonstrando KMail, Dolphin e a área de trabalho.

O KDE 4.2 foi lançado em 27 de janeiro de 2009. O lançamento é considerado uma melhoria significativa em praticamente todos aspectos do KDE 4.1 e um substituto a par com o KDE 3.5 para a grande maioria dos utilizadores.

#### Melhorias no espaço de trabalho do KDE workspace
O lançamento 4.2  inclui milhares de correções de falhas e implementa muitos recursos que estavam presentes no KDE 3.5, mas não no KDE 4.0 e 4.1.
Estes incluem agrupar disposições multilinhas na barra de tarefas, ocultamento de ícones na bandeja do sistema, auto-ocultamento de painéis, previsão de janelas e dicas de ferramentas retornam ao painel e à bandeja do sistema, notificações e rastreamento de tarefas pelo Plasma, e a habilidade de possuir ícones na área de trabalho novamente ao utilizar a Exibição de Pastas como o plano de fundo da área de trabalho, onde ícones permanecem onde eles são colocados.
Novos applets do Plasma incluem applets para deixar mensagens em uma mensagem travada, previsão de ficheiros, alternar entre atividades, monitorar alimentadores de notícia, e utilidades como o applet do pastebin, o calendário, temporizador, seletor de caracteres especiais, um widget QuickLaunch, e um monitor de sistema, entre muitas outras. O espaço de trabalho do Plasma agora pode carregar Gadgets da Google. Os widgets do Plasma podem ser escritos em Ruby e Python. Suporte para applets escritos em JavaScript e a possibilidade de escrever na linguagem de  dashboards que a Apple possui foi aprimorada. Melhorias nos temas, e na Barra de Tarefas, Lançador de Aplicativos, Bandeja de Sistema e na aparência e comportamento na maioria dos outros componentes do Plasma, aumentando a consistência. Um novo módulo para as Configurações de Sistema, detalhes do Tema da Área de Trabalho, fornece controle ao usuário sobre cada elemento de vários temas do Plasma. Papéis de parede agora possuem extensões, para que desenvolvedores possam escrever sistemas personalizados de no KDE 4.2. Extensões de papéis de parede disponíveis no KDE 4.2 são apresentação de slides, fractais do Mandelbrot, e as imagens estáticas comuns.
Novos efeitos da área de trabalho foram adicionados, como a Lâmpada Mágica, Efeito de Minimizações os alternadores de área de trabalho Cubo e Esfera. Outros, como a grade de área de trabalho, foram aprimorados. A interface do utilizador para escolher efeitos foi refeita para facilitar a seleção dos efeitos mais utilizados. Efeitos de composição da área de trabalho são ativados por padrão quando hardware e motores de dispositivos os suportam. Checagens automáticas confirmam que esta composição funciona antes de ativá-la no espaço de trabalho.
KRunner — o diálogo de "Executar comando…" — teve sua funcionalidade ampliada através de várias extensões novas, incluindo corretores ortográficos, histórico do navegador Konqueror, controle de gasto de energia através do PowerDevil, Locais do KDE , Documentos Recentes, e a habilidade de começar novas sessões do editor Kate, Konqueror e Konsole. A extensão de conversão agora também suporta conversões rápidas entre unidades de velocidade, massa e distâncias.
Suporte multi-telas também foi aprimorado através doa biblioteca Kephal, corrigindo muitas falhas ao rodar o KDE em mais de um monitor.

#### Aplicativos novos e aprimorados
Novos aplicativos incluem o PowerDevil, um gerenciador de energia para controlar vários aspectos de dispositivos móveis. Um novo sistema de configuração de impressão recupera várias características que os utilizadores sentiam falta nos ambientes KDE 4.0 e KDE 4.1. Os componentes "printer-applet" e "system-config-printer-kde" são fornecidos com os módulos kdeadmin e kdeutils, respectivamente. O novo jogo Killbots, é fornecido através do módulo kdegames.
Todos aplicativos tiveram correções de falhas, adições de recursos e melhorias na interface de usuário. O Dolphin agora suporta a previsão de ficheiros em barras de ferramentas e ganhou uma barra de deslizamento para controlar o zoom na visão de itens de ficheiro. Agora o Dolphin pode mostrar o caminho completo na barra de endereço. O Konqueror oferece uma velocidade de carregamento maior ao pré-carregar nomes de domínios no KHTML. Uma barra de "encontre enquanto você está digitando" melhora a navegação em páginas na rede. O KMail possui uma nova lista de cabeçalhos de mensagem, uma visão de anexos retrabalhada. Os editores de texto KWrite e Kate agora podem operar no modo de entrada do Vi, acomodando aqueles acostumados com o editor de texto do UNIX tradicional. O Ark, a ferramenta de arquivamento também ganhou suporte para ficheiros protegidos por senha e está acessível através de um menu contextual pelos gerenciadores de ficheiros. O KRDC, o cliente de área de trabalho remota do KDE ampliou o suporte para o Active Directory que a Microsoft possui, através do LDAP. O Kontact ganhou um novo sumário de planejamentos e suporte para ações de arrastar e soltar na visão de livre/ocupado. O KSnapshot agora use o título da janela como padrão para salvar capturas de tela, facilitando a indexação delas através de motores de busca.

#### Recepção
O lançamento do KDE 4.2 "marca o fim da fase de teste por ser o primeiro lançamento pronto para todos – em vez de apenas para desenvolvedores e entusiastas" de acordo com Thom Holwerda, um membro da OSNews.

### KDE 4.3

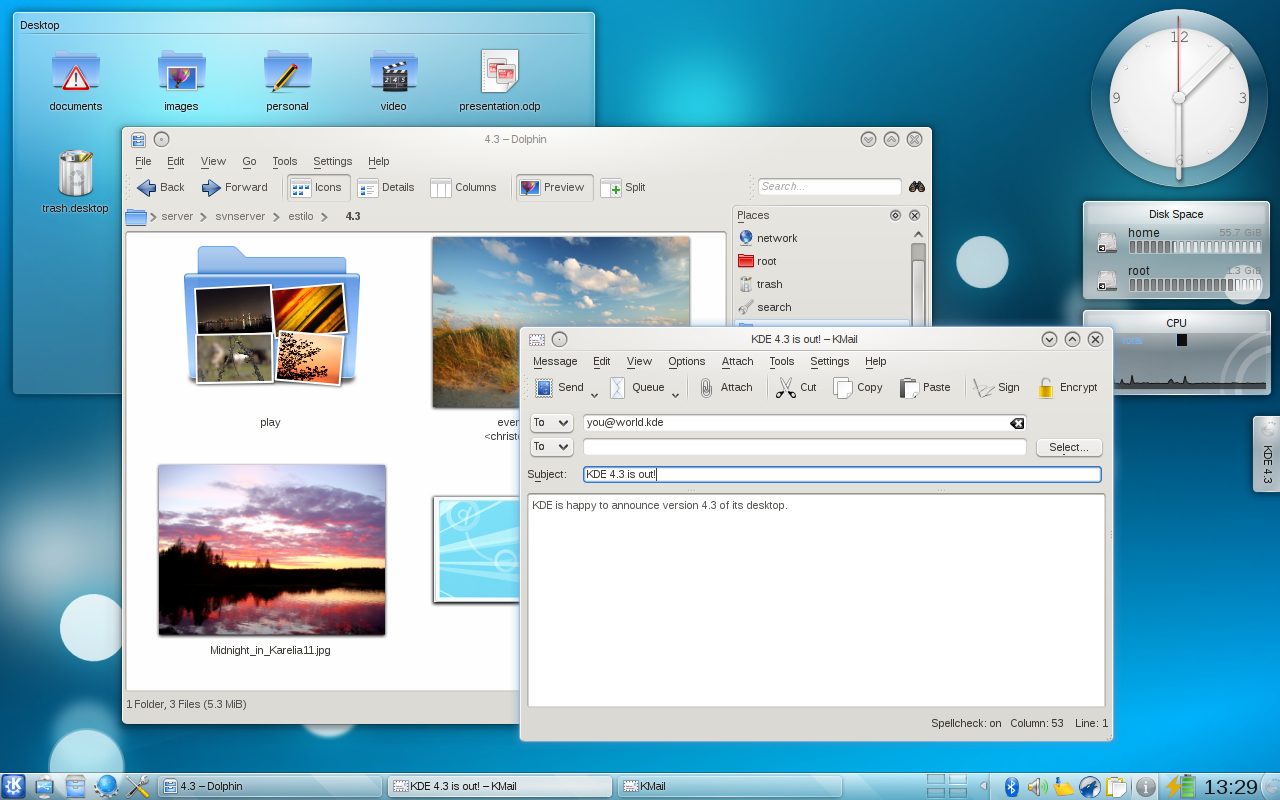
Ambiente de trabalho KDE 4.3, demonstrando Dolphin, KMail e uma seleção de widgets na área de trabalho.

O KDE 4.3 foi lançado em 04 de agosto de 2009. Polidez foi o foco da versão 4.3 do KDE 4, com este lançamento sendo descrito como incrementam e sem grandes mudanças nas suas características. Integração com outras tecnologias, como PolicyKit, NetworkManager e  serviços de Geolocation, foi outro foco deste lançamento. A interface do KRunner foi revisada, um sistema de bandeja de sistema muito mais flexível foi implementado. Muitos plamóides novos foram adicionados, incluindo o Plasmoide do openDesktop.org — uma tentativa inicial na Área de Trabalho Social. O Plasma também recebeu mais atalhos de teclado.

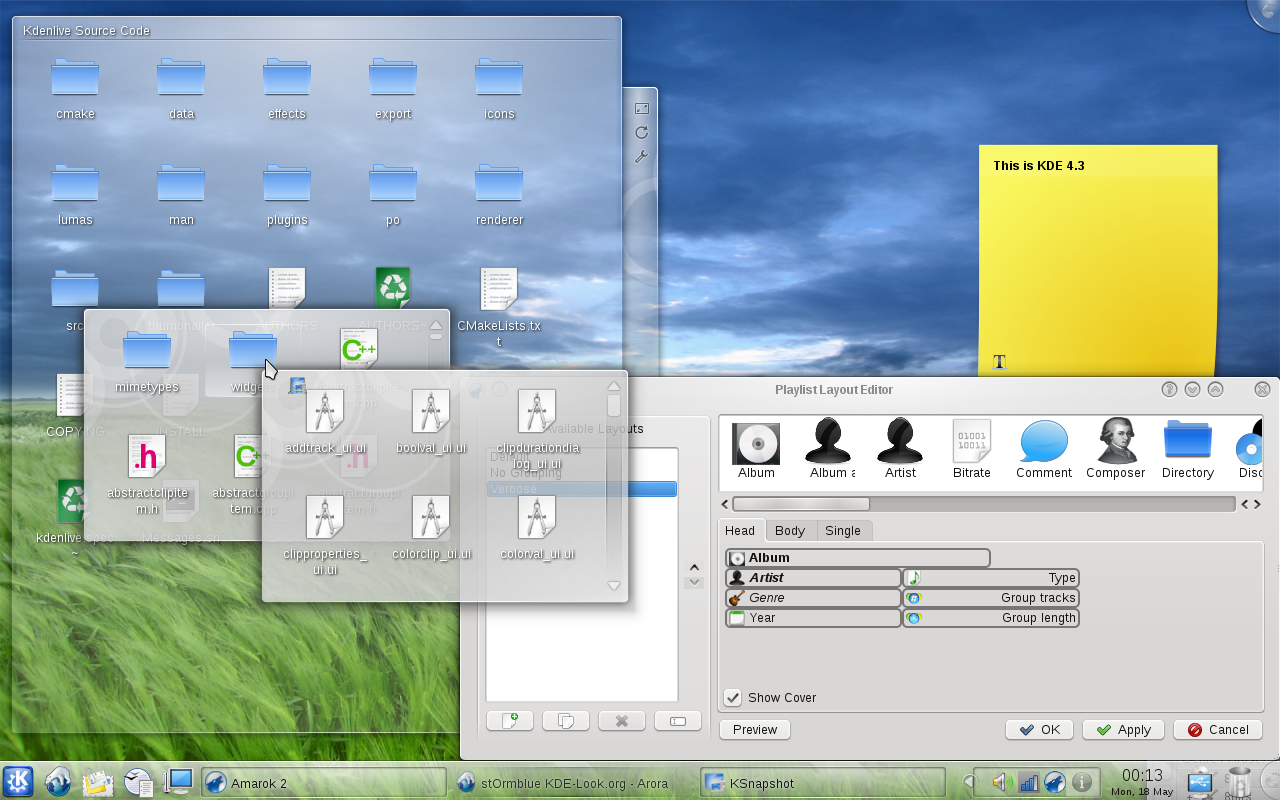
O widget de visão de pastas mostrando o novo recurso "dica de ferramenta de conteúdo da pasta", um widget para tomar notas, e o novo Editor de Disposição da Lista de Execução do Amarok 2.1.
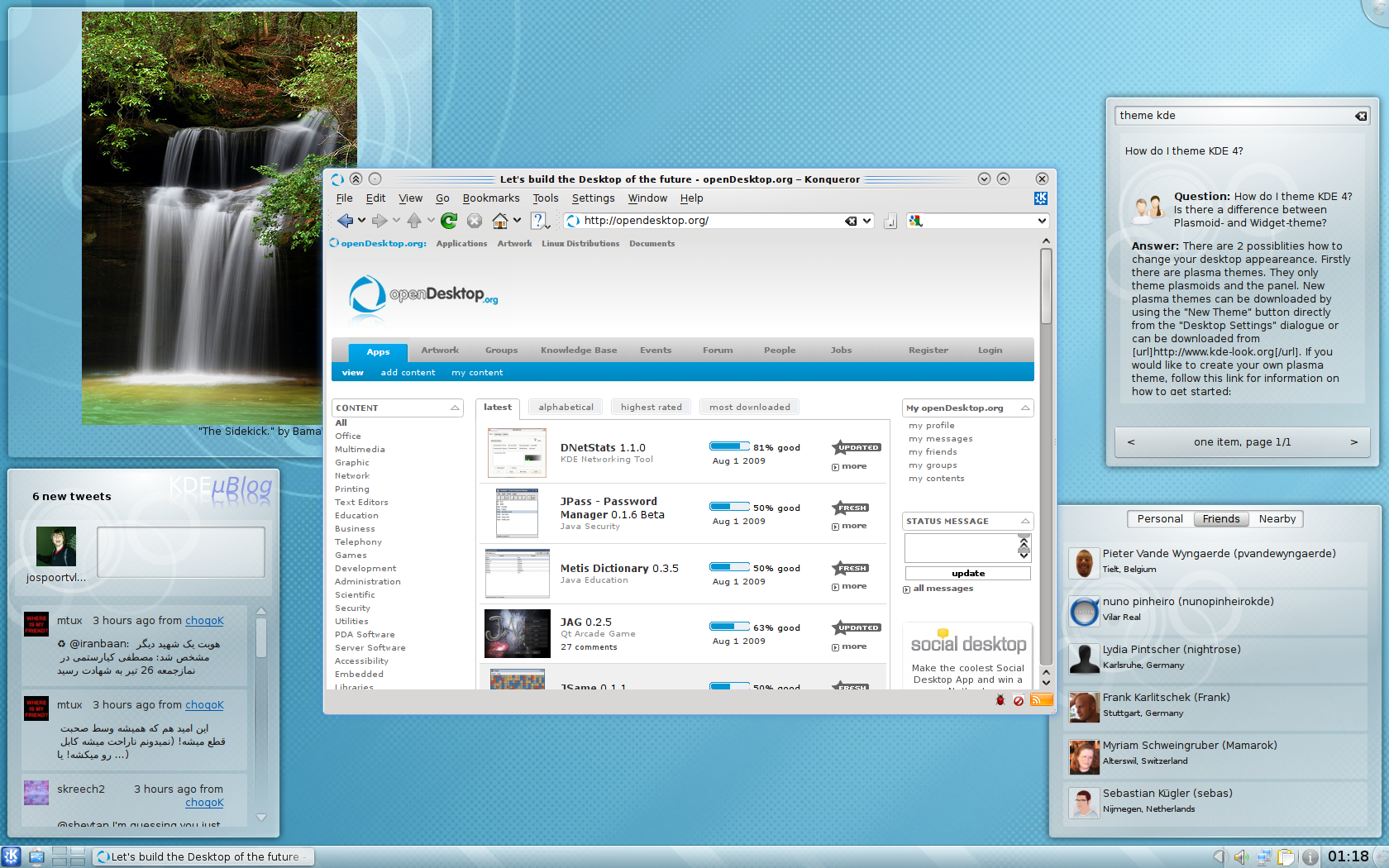
Área de trabalho social do KDE 4.3 e outros serviços de rede.
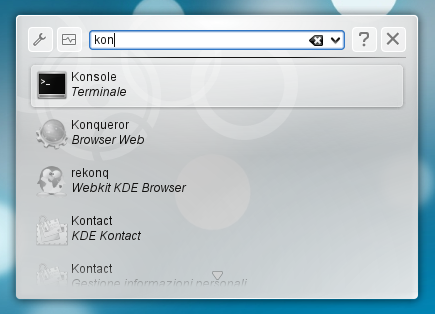
Nova interface do Krunner.

### KDE SC 4.4

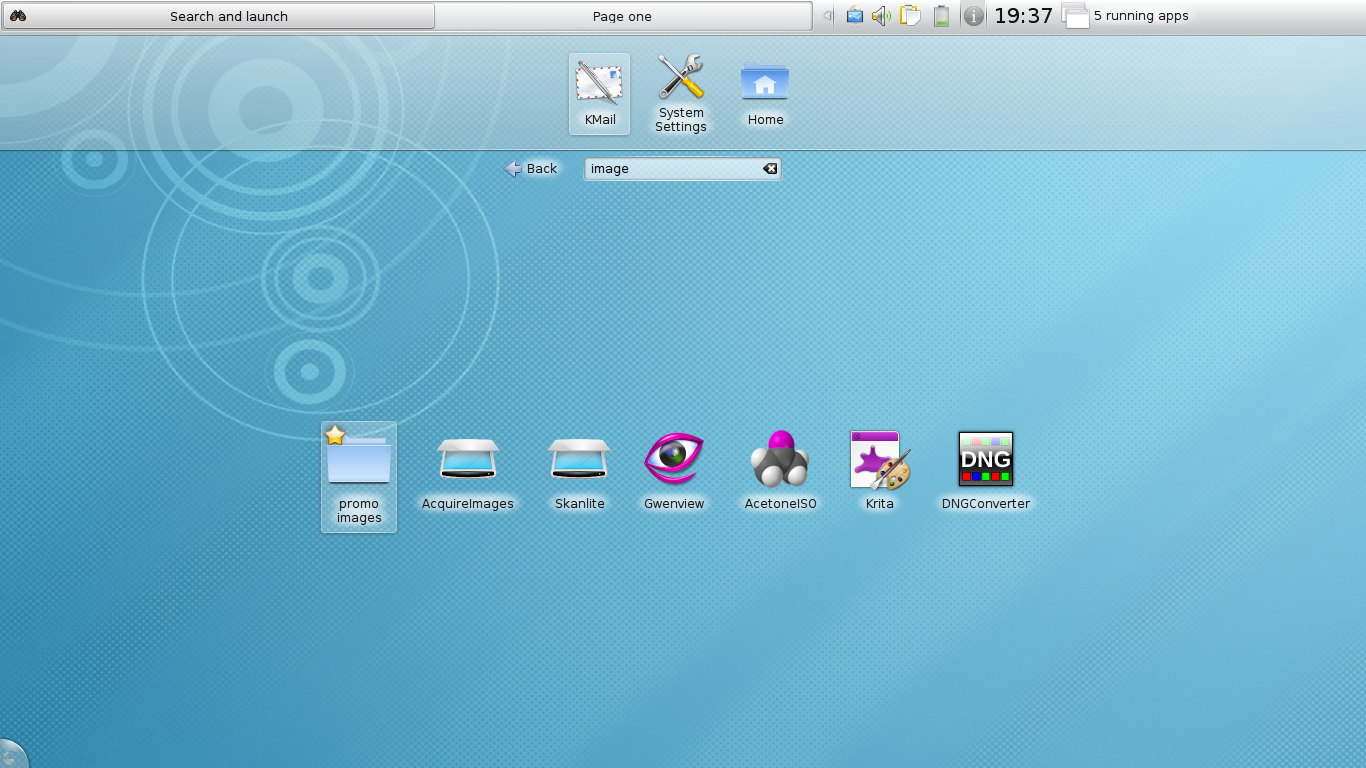
Plasma do ambiente KDE para Netbooks, faz sua apresentação na versão 4.4

O KDE SC 4.4 foi lançado em 09 de fevereiro de 2010.
O KDE SC 4.4 é baseado na versão 4.6 da biblioteca Qt 4. O ambiente KDE 4.4 também carrega melhorias no desempenho do Qt, assim como novos recursos do Qt 4.6, como um novo framework de animação, o Kinetic.
O KAddressBook é totalmente substituído por um novo aplicativo de mesmo nome — antes chamado experimentalmente KContactManager. As principais características do novo KAddressBook são integração ao Akonadi e uma interface de usuário simplificada.
Outro recurso principal é a adição de uma nova interface do Plasma, focada em netbooks.
O Kopete é lançado com a versão 1.0.
A KAuth, uma API multiplataforma, foi lançada inicialmente no KDE SC 4.4. Inicialmente apenas PolicyKit é suportado como backend.

### KDE SC 4.5
O KDE SC 4.5 foi lançado em 10 de agosto de 2010. Os novos recursos incluem a integração da biblioteca WebKit, um motor de navegador web de código aberto, que é usado nos principais navegadores, como Apple Safari e Google Chrome. O motor KHTML do próprio KDE continuará a ser desenvolvido.
O KPackage foi deprecado. O KPackageKit foi sugerido para substituí-lo mas não conseguiu substituí-lo.

### KDE SC 4.6
O KDE SC 4.6 foi lançado em 26 de janeiro de 2011 e tem melhor composição OpenGL junto com a miríade usual de correções e recursos.

### KDE SC 4.7
O KDE SC 4.7 foi lançado em 28 de julho de 2011. Esta versão atualizou o KWin para ser compatível com OpenGL ES 2.0, o que aumentará sua portabilidade para plataformas móveis e tablets. Outras otimizações, como o uso do Qt Quick, foram feitas para melhorar essa portabilidade. Esta versão também trouxe atualizações e melhorias para o Plasma Desktop, como melhor gerenciamento de rede e atualizações para certos widgets (como o menu Kickoff), bem como atividades. Esta versão atualizou o KWin para ser compatível com OpenGL ES 2.0, o que aumentará sua portabilidade para plataformas de celulares e tablets. Outras otimizações, como o uso do Qt Quick, foram feitas para melhorar essa portabilidade. Esta versão também trouxe atualizações e melhorias para o Plasma Desktop, como melhor gerenciamento de rede e atualizações para certos widgets (como o menu Kickoff), bem como atividades.
Além do ambiente de área de trabalho, a versão 4.7 atualiza muitos aplicativos da Software Compilation. O gerenciador de arquivos Dolphin foi atualizado para incluir uma interface de usuário mais limpa. Marble, o software de globo virtual, agora suporta navegação por voz, um assistente de criação de mapas, bem como muitos novos plug-ins. O visualizador de imagens Gwenview agora permite aos usuários comparar duas ou mais fotos lado a lado. O banco de dados do Kontact também foi portado para o Akonadi, o que permite que o banco de dados seja facilmente acessível a partir de outros aplicativos. Além disso, o banco de dados do KMail também foi portado para o Akonadi. O DigiKam foi atualizado para oferecer suporte à detecção de rosto, controle de versão de imagem e marcação de imagem. Outros aplicativos como Kate, Kalzium, KAlgebra, KStars e KDevelop também foram atualizados nesta versão. Além disso, a versão 4.7 corrigiu mais de 12.000 bugs.

### KDE SC 4.8
O KDE SC 4.8 foi lançado em 25 de janeiro de 2012.

#### Plasma Workspaces
O desempenho de renderização do KWin foi aumentado graças à otimização da renderização de efeito. O redimensionamento da janela também foi melhorado. Outros recursos do KWin são: alternador de janelas baseado em QML (Tabbox), classe AnimationEffect e suporte inicial a Wayland.

#### Aplicativos
Uma nova versão principal do Dolphin incluída nos Aplicativos do KDE 4.8. Ele melhorou o desempenho, melhor exibição de nome de arquivo, transições animadas e muitos outros recursos novos e aprimorados.
Cantor enviado com back-ends adicionais baseados em Scilab e Qalculate.

### KDE SC 4.9
O KDE SC 4.9 foi lançado em 01 de agosto de 2012. O lançamento apresentou várias melhorias para o gerenciador de arquivos Dolphin, incluindo a reintrodução da renomeação de arquivo em linha, botões de voltar e avançar do mouse, melhoria do painel de locais e melhor uso de metadados de arquivo. Além disso, houve várias melhorias no KWin e no Konsole. As atividades foram melhor integradas ao espaço de trabalho. Vários aplicativos foram atualizados, incluindo Okular, Kopete, Kontact e aplicativos educacionais.

### KDE SC 4.10
O KDE SC 4.10 foi lançado em 06 de fevereiro de 2013. Muitos dos widgets padrão do Plasma foram reescritos em QML, e o Nepomuk, Kontact e Okular receberam melhorias de velocidade significativas.

### KDE SC 4.11
O kDE SC 4.11 foi lançado em 14 de agosto de 2013. O Kontact e o Nepomuk receberam muitas otimizações. A primeira geração de Plasma Workspaces entrou no modo de desenvolvimento somente para manutenção.

### KDE SC 4.12
O KDE SC 4.12 foi lançado em 18 de dezembro de 2013. O Kontact recebeu melhorias substanciais.

### KDE SC 4.13
O KDE SC 4.13 foi lançado em 16 de abril de 2014. A pesquisa semântica da área de trabalho do Nepomuk foi substituída pelo Baloo do KDE. O KDE SC 4.13 foi lançado em 53 traduções diferentes.

### KDE SC 4.14
O KDE SC 4.14 foi lançado em 20 de agosto de 2014. O lançamento focou principalmente na estabilidade, com vários bugs corrigidos e alguns novos recursos adicionados. Este foi o lançamento final do KDE SC 4.

## Agendamento de lançamentos
| Data | Evento |
| 4.0 | 4.0 |
| --- | --- |
| 02 de janeiro de 2007 | Congelamento do Subsistema A partir desta data, nenhum subsistema do KDE ou grandes mudanças podem ser feitas nas kdelibs.                                    |
| 01 de maio de 2007 | Congelamento leve da API kdelibs A API da kdelibs API está "levemente congelada", mudanças podem ser feitas com o consentimento dos desenvolvedores centrais. |
| 11 de maio de 2007 | Alpha 1 |
| 01 de junho de 2007 | trunk/KDE está com os módulos congelados Trunk está congelado para aplicativos novos ou ressuscitados.                                                        |
| 04 de julho de 2007 | Alpha 2 Inicialmente considerado Beta 1, mas não foi julgado apto para qualidade beta.                                                                        |
| 24 de julho de 2007 | Congelamento da API Core |
| 02 de setembro de 2007 | Beta 1 |
| 06 de setembro de 2007 | Beta 2 Trunk está congelado para novas características. |
| 18 de setembro de 2007 | Beta 3 |
| 24 de setembro de 2007 | KDE 4 Congelamento para Lançamento Compatibilidade de código e binária até o KDE 5, congelamento pesado na plataforma e leve no ambiente de trabalho.         |
| 30 de setembro de 2007 | Beta 4 |
| 20 de novembro de 2007 | Candidato a Lançamento 1 |
| 20 de novembro de 2007 | PLataforma de Desenvolvimento KDE lançada |
| 11 de dezembro de 2007 | Candidato a Lançamento 2 Apenas regressões ou falhas sérias podem ser corrigidas.                                                                             |
| 11 de janeiro de 2008 | KDE 4.0 lançado |
| 04 de junho de 2008 | 4.0.5 Lançamento de manutenção. Precedido por 4.0.1 a 4.0.4.                                                                                                  |
| 4.1 | |
| 29 de abril de 2008 | Alpha 1 |
| 19 de maio de 2008 | Congelamento de Características |
| 27 de maio de 2008 | Beta 1 |
| 24 de junho de 2008 | Beta 2 |
| 15 de julho de 2008 | Candidato a Lançamento 1 |
| 29 de julho de 2008 | KDE 4.1 lançado |
| 13 de janeiro de 2009 | 4.1.4 Lançamento de manutenção. Precedido por 4.1.1 a 4.1.3.                                                                                                  |
| 4.2 | |
| 17 de novembro de 2008 | Características Congeladas |
| 26 de dezembro de 2008 | Beta 1 |
| 18 de dezembro de 2008 | Beta 2 |
| 13 de janeiro de 2009 | Candidato a Lançamento 1 |
| 27 de janeiro de 2009 | KDE 4.2 lançado |
| 02 de junho de 2009 | 4.2.4 Lançamento de manutenção. Precedido por 4.2.1 a 4.2.3.                                                                                                  |
| 4.3 | |
| 04 de maio de 2009 | Características Congeladas |
| 12 de maio de 2009 | Beta 1 |
| 09 de junho de 2009 | Beta 2 |
| 30 de junho de 2009 | Candidato a Lançamento 1 |
| 09 de julho de 2009 | Candidato a Lançamento 2 |
| 22 de julho de 2009 | Candidato a Lançamento 3 |
| 04 de agosto de 2009 | KDE 4.3 lançado |
| 26 de janeiro de 2010 | 4.3.5 Lançamento de manutenção. Precedido por 4.3.1 a 4.3.4.                                                                                                  |
| 4.4 | |
| 12 de janeiro de 2009 | Características Congeladas |
| 04 de dezembro de 2009 | Beta 1 |
| 21 de dezembro de 2009 | Beta 2 |
| 08 de janeiro de 2010 | Candidato a Lançamento 1 |
| 25 de janeiro de 2010 | Candidato a Lançamento 2 |
| 01 de fevereiro de 2010 | Candidato a Lançamento 3 |
| 09 de fevereiro de 2010 | KDE SC 4.4 lançado |
| 30 de junho de 2010 | 4.4.5 Lançamento de manutenção. Precedido por 4.4.1 a 4.4.4.                                                                                                  |
| 4.5 | |
| 11 de maio de 2010 | Características Congeladas |
| 26 de maio de 2010 | Beta 1 |
| 09 de junho de 2010 | Beta 2 |
| 27 de junho de 2010 | Candidato a Lançamento 1 |
| 08 de julho de 2010 | Candidato a Lançamento 2 |
| 26 de julho de 2010 | Candidato a Lançamento 3 |
| 10 de agosto de 2010 | KDE SC 4.5 lançado |
| 07 de janeiro de 2011 | 4.5.5 Lançamento de manutenção. Precedido por 4.5.1 a 4.5.4.                                                                                                  |
| 4.6 | |
| 11 de novembro de 2010 | Características Congeladas |
| 24 de novembro de 2010 | Beta 1 |
| 08 de dezembro de 2010 | Beta 2 |
| 23 de dezembro de 2010 | Candidato a Lançamento 1 |
| 05 de janeiro de 2011 | Candidato a Lançamento 2 |
| 26 de janeiro de 2011 | KDE SC 4.6 lançado |
| 05 de julho de 2011 | 4.6.5 Lançamento de manutenção. Precedido por 4.6.1 a 4.6.4.                                                                                                  |
| 4.7 | |
| 12 de maio de 2011 | Características Congeladas |
| 25 de maio de 2011 | Beta 1 |
| 08 de junho de 2011 | Beta 2 |
| 22 de junho de 2011 | Candidato a Lançamento 1 |
| 06 de julho de 2011 | Candidato a Lançamento 2 |
| 27 de julho de 2011 | KDE SC 4.7 lançado |
| 06 de dezembro de 2011 | 4.7.4 Lançamento de manutenção. Precedido por 4.7.1 a 4.7.3.                                                                                                  |
| 4.8 | |
| 10 de novembro de 2011 | Características Congeladas |
| 23 de novembro de 2011 | Beta 1 |
| 07 de dezembro de 2011 | Beta 2 |
| 21 de dezembro de 2011 | Candidato a Lançamento 1 |
| 04 de janeiro de 2012 | Candidato a Lançamento 2 |
| 25 de janeiro de 2012 | KDE SC 4.8 lançado |
| 06 de agosto de 2012 | 4.8.5 Lançamento de manutenção. Precedido por 4.8.1 a 4.8.4.                                                                                                  |
| 4.9 | |
| 03 de maio de 2012 | Características Congeladas |
| 30 de maio de 2012 | Beta 1 |
| 13 de junho de 2012 | Beta 2 |
| 27 de junho de 2012 | Candidato a Lançamento 1 |
| 11 de julho de 2012 | Candidato a Lançamento 2 |
| 01 de agosto de 2012 | KDE SC 4.9 lançado |
| 02 de janeiro de 2013 | 4.9.5 Lançamento de manutenção. Precedido por 4.9.1 a 4.9.4.                                                                                                  |
| 4.10 | |
| 25 de outubro de 2012 | Características Congeladas |
| 21 de novembro de 2012 | Beta 1 |
| 05 de dezembro de 2012 | Beta 2 |
| 19 de dezembro de 2012 | Candidato a Lançamento 1 |
| 04 de janeiro de 2013 | Candidato a Lançamento 2 |
| 18 de janeiro de 2013 | Candidato a Lançamento 3 |
| 06 de fevereiro de 2013 | KDE SC 4.10 lançado |
| 02 de julho de 2013 | 4.10.5 Lançamento de manutenção. Precedido por 4.10.1 a 4.10.4.                                                                                               |
| 4.11 | |
| 22 de maio de 2013 | Características Congeladas |
| 12 de junho de 2013 | Beta 1 |
| 26 de junho de 2013 | Beta 2 |
| 10 de julho de 2013 | Candidato a Lançamento 1 |
| 24 de julho de 2013 | Candidato a Lançamento 2 |
| 14 de agosto de 2013 | KDE SC 4.11 lançado |
| 07 de janeiro de 2014 | 4.11.5 Lançamento de manutenção. Precedido por 4.11.1 a 4.11.4.                                                                                               |
| 4.12 | |
| 30 de outubro de 2013 | Características Congeladas |
| 06 de novembro de 2013 | Beta 1 |
| 13 de novembro de 2013 | Beta 2 |
| 20 de novembro de 2013 | Beta 3 |
| 27 de novembro de 2013 | Candidato a Lançamento |
| 18 de dezembro de 2013 | KDE SC 4.12 lançado |
| 29 de abril de 2014 | 4.12.5 Lançamento de manutenção. Precedido por 4.12.1 a 4.12.4.                                                                                               |
| 4.13 | |
| 26 de fevereiro de 2014 | Características Congeladas |
| 05 de março de 2014 | Beta 1 |
| 12 de março de 2014 | Beta 2 |
| 19 de março de 2014 | Beta 3 |
| 26 de março de 2014 | Candidato a Lançamento |
| 16 de abril de 2014 | KDE SC 4.13 lançado |
| 15 de julho de 2014 | 4.13.3 Lançamento de manutenção. Precedido por 4.13.1 a 4.13.2.                                                                                               |
| 4.14 | |
| 02 de junho de 2014 | Características Congeladas |
| 09 de julho de 2014 | Beta 1 |
| 16 de julho de 2014 | Beta 2 |
| 23 de julho de 2014 | Beta 3 |
| 30 de julho de 2014 | Candidato a Lançamento |
| 20 de agosto de 2014 | KDE SC 4.14 lançado |
| 11 de novembro de 2014 | 4.14.3 Lançamento de manutenção. Precedido por 4.14.1 a 4.14.2.                                                                                               |
| Congelamento de Características - A partir dele, nenhuma nova característica é permitida. Todas datas futuras são provisórias. | |